# マクシム・ルヴェルブ
マクシム・ジャン・ロベルト・ルヴェルブ（Maxime Jean Roberto Leverbe 、1997年2月15日 - ）は、フランス・ヴィルパント出身のサッカー選手。セリエB・ACピサ1909所属。ポジションは、ディフェンダー。

## クラブ歴
2017年10月1日、セリエCのプロ・ピアチェンツァ戦でデビューを果たした。
2019年1月31日、カリアリに6月30日までのローン移籍で加入した。
2019年7月3日、セリエBのキエーヴォ・ヴェローナと契約を結んだ。
2021年8月5日、ACピサ1909に移籍した。